# 인민수호부대
인민수호부대(人民守護部隊, 쿠르드어: Yekîneyên Parastina Gel, 아랍어: ‏وحدات حماية الشعب, 영어: People's Protection Units) 또는 YPG는 시리아의 쿠르드 족 민병대이다.
시리아 내전에서 IS를 상대로 싸웠고, 2017년 10월에 시리아 민주군(SDF)의 주도 세력으로서 미국의 지원을 받아 IS로부터 락까를 해방시켰다. 이 과정에서 YPG의 세력이 커지자, 쿠르드 족의 독립에 반대하는 튀르키예가 러시아의 묵인 아래 YPG에 대한 무력 공격을 전개하여 터키군 및 터키 지원 자유 시리아군을 상대로 싸우고 있다.

## 같이 보기
- 바르슈 프나르 작전